# Après la guerre
Après la guerre és una pel·lícula francesa dirigida el 1988 per Jean-Loup Hubert i estrenada el 1989.

## Argument
A França l'any 1944, la guerra s'acaba i un petit poble de l'Alta Provença espera els alliberadors nord-americans. En lloc d'assajar amb la resta de la fanfàrria, dos germans, Antoine i Julien, criats pel seu oncle des que la seva mare es va prostituir, i la seva amiga Gaby prefereixen vigilar l'arribada dels americans, als quals anuncien. poc després de veure una columna de vehicles blindats. Malauradament, no són els nord-americans sinó les tropes alemanyes les que es retiren. L'alcalde és afusellat perquè havia corregut cap als tancs amb una bandera americana. El poble retreu amb violència els nens que, tots tres, surten d'amagat de casa seva. Els germans volen refugiar-se amb la seva mare a Lió. En el camí, la Gaby és atrapada robant ous per un granger i ell la porta a casa. Mentre els germans continuen el seu viatge, se'ls uneix un gos, un pastor alemany que és l'animal de servei dels alemanys. Més tard, els germans es troben amb Franz, un soldat alemany que comença amenaçant-los amb el seu rifle. Un dels dos és l'encarregat de portar-li menjar i vi mentre ell manté l'altre com a ostatge. Com que Franz té lumbàlgia i no hi ha cap metge a prop, els germans el porten a una reparadora d'ossos. L'endemà, Franz pot tornar a caminar sense dolor, i els tres es fan amics seus. Els quatre viatgers arriben a un poble abandonat i se serveixen en un restaurant. Mentre els nens dormen, Franz va a cases abandonades per robar diners. L'endemà, va a l'església amb el gos i descobreix amb horror que els nazis hi van forçar tots els habitants a entrar-hi i els van assassinar sense pietat (possible acusació de la resistència francesa). Horroritzat, Franz clama per demanar a Déu per què no va fer res per aturar-ho i s'avergonyeix de robar als morts. Quan vol tornar aquests diners, els soldats nord-americans arriben al poble i descobreixen Franz i els morts a l'església. Hi treuen en Franz i el gos, després el gos rep un tret per mossegar un soldat al genoll quan Franz li va agafar el braç. A través de la finestra, els dos germans veuen Franz sent disparat pels soldats. Mentre ploren Franz i el gos, els soldats els porten a casa.

## Repartiment
- Richard Bohringer : Franz-Joseph
- Antoine Hubert : Antoine
- Julien Hubert : Julien
- Martin Lamotte : Victor Toulis
- Isabelle Sadoyan : La Crochue
- Olivier Nembi : Gaby
- Jacques Mathou : Paul Leblau
- Raoul Billerey : La mare
- Bruno Moynot : Roger Guitton
- Judith Henry : Annie
- Roger Miremont : El maquisard
- Jean-François Dérec : L'adjudant
- Amélie Gonin : Hélène
- Yveline Ailhaud : Marthe
- Michel Pilorgé : Milicià
- Brigitte Aubry : Dona de milicià
- Pierre Lieutaud :Cap de la fanfàrria
- Manon Serve : Josiane
- Marie Pillet
- Jo Doumerg
- Jo Charrier
- Yvonne Gamy
- Claude Henri
- André Combe
- Raoul Vignal
- Nicole Fuentes
- Marjorie Paul
- Renaud Fauvelet
- Arnaud Camproux
- Grégory Couderc
- Jacques Couderc
- Fabien Zanetta
- Jean-Paul Scalas
- Alain Mechetti
- Michel Maraninchi
- Jean-Luc Guyodo
- Jeffrey Kine